# خوان أنطونيو أورينجا
خوان أنطونيو أورينجا (بالإسبانية: Juan Antonio Orenga)‏ مواليد 29 يوليو 1966، هو مدرب كرة سلة إسباني ولاعب سابق بدأ مسيرته الاحترافية في سنة 1983. يبلغ طوله 6 قدم 9.5 بوصة (2.1 م). اعتزل اللعب في 2002.

## فرق لعب لها
- ريال مدريد بالونكيستو
- سي بي إستوديانتس

## روابط خارجية
- خوان أنطونيو أورينجا على موقع الاتحاد الدولي لكرة السلة (الإنجليزية)
- خوان أنطونيو أورينجا على موقع الدوري الإسباني لكرة السلة (الإسبانية)
- خوان أنطونيو أورينجا على موقع كرة السلة الأوروبية.كوم (الإنجليزية)
- خوان أنطونيو أورينجا على موقع ريلجم (الإنجليزية)
- خوان أنطونيو أورينجا على موقع بروبوليرز (الإنجليزية)
- خوان أنطونيو أورينجا على موقع سبورتس رفرنس (الإنجليزية)
- خوان أنطونيو أورينجا على موقع أوليمبيديا (الإنجليزية)